# Savvas Poursaïtidīs
Savvas Poursaïtidīs (in greco: Σάββας Πουρσαϊτίδης; Drama, 23 giugno 1976) è un allenatore di calcio ed ex calciatore cipriota, di ruolo centrocampista, tecnico del Nea Salamis.

## Biografia
Savvas Poursaitidis è nato a Eleftheroupoli, nella regione di Kavala in Grecia. Ha un fratello gemello di nome Sakis e i suoi genitori gestivano una taverna a Orfani.

## Carriera

### Club
Dopo alcuni anni trascorsi nel campionato di calcio greco e nel campionato di calcio cipriota, viene acquistato dall'APOEL Nicosia nel 2008. Si ritira dal calcio giocato nel 2012.

### Nazionale
Ha militato dal 2010 al 2011 nella nazionale maggiore.

## Palmarès

### Club

#### Competizioni nazionali
- Supercoppa di Cipro: 3

APOEL: 2008, 2009, 2011
- Campionato cipriota: 2

APOEL: 2008-2009, 2010-2011